# Котячі світи Луїса Вейна
«Котячі світи Луїса Вейна» (англ. The Electrical Life of Louis Wain) — біографічний фільм режисера Вілла Шарпа за сценарієм Шарпа та Саймона Стівенсона. У ролях: Бенедикт Камбербетч, Клер Фой, Андреа Райзборо, Шерон Руні та Тобі Джонс.
Прем'єра фільму відбулася 2 вересня 2021 року на 48-му кінофестивалі у Тельюрайді.

## Сюжет
Фільм змальовує життя художника Луїса Вейна.

## У ролях
- Бенедикт Камбербетч — Луїс Вейн
- Клер Фой — Емілі Річардсон-Вейн
- Андреа Райзборо — Керолайн Вейн
- Тобі Джонс — Сер Вільям Інграм
- Еймі Лоу Вуд — Клер Вейн[4]
- Шерон Руні — Жозефіна Вейн
- Стейсі Мартін — Мері Вейн
- Софія Ді Мартіно — Джудіт
- Олівер Ріхтерс — боксер
- Тайка Вайтіті — Макс Кейс
- Нік Кейв — Герберт Веллс
- Річард Айоаді — Генрі Вуд
- Джеймі Деметріу — Річард Кейтон Вудвіль-молодший [5]
- Олівія Колман — оповідачка

## Виробництво
Фільм був анонсований в липні 2019 року, а Бенедикт Камбербетч, Клер Фой, Андреа Райзборо та Тобі Джонс Уілл Шарп були затверджені на ролі, зйомки почалися 10 серпня в Лондоні. У серпні 2019 року до акторського складу фільму приєдналися Хейлі Сквайрс, Стейсі Мартін, Джуліан Барратт, Шерон Руні, Еймі Лу Вуд, Аділ Ахтар та Асім Чадхрі.

## Зовнішні посилання
- Котячі світи Луїса Вейна на сайті IMDb (англ.)